# بانکو ماکرو

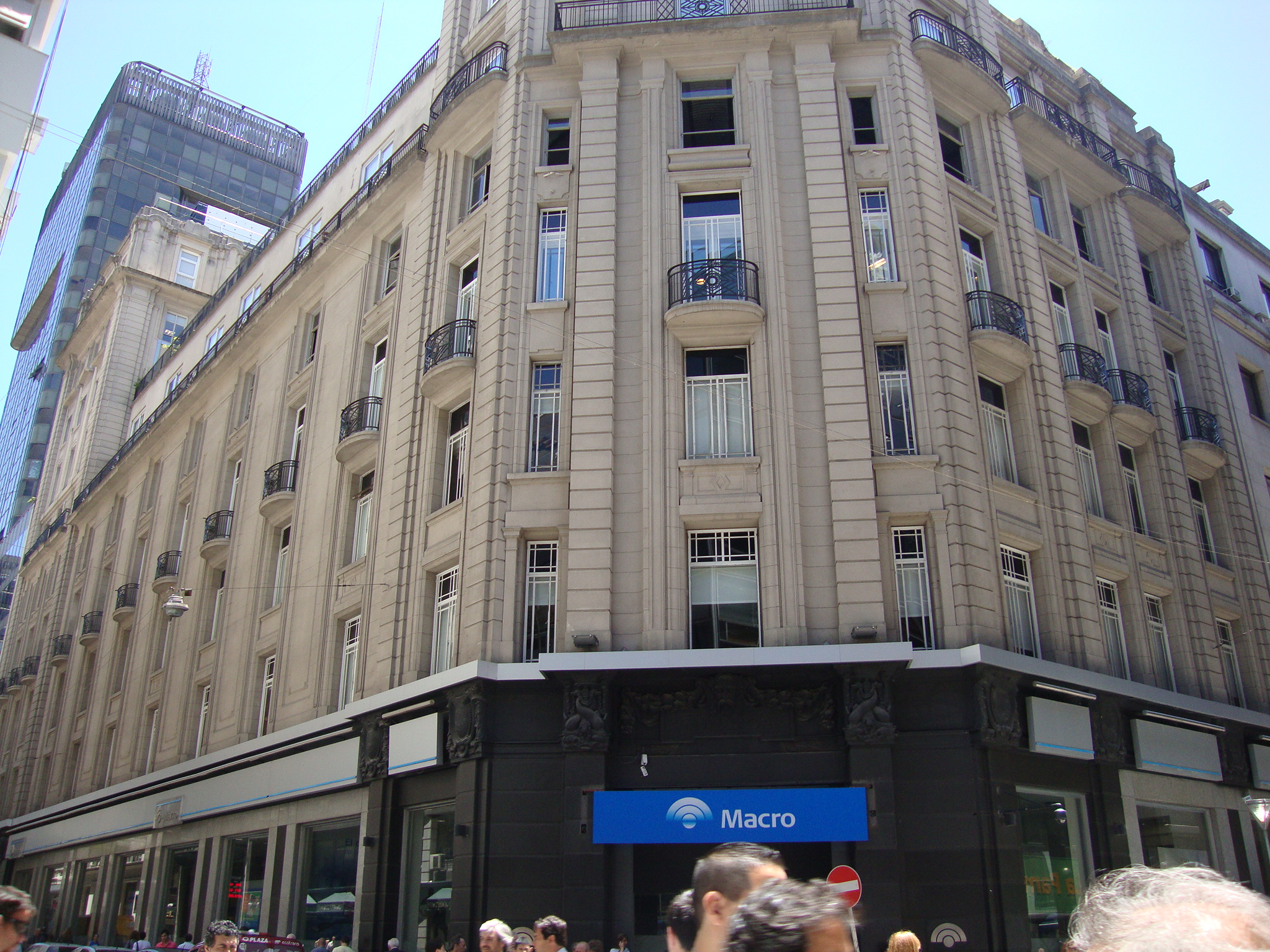
شعبه مرکزی بانکو مارکو، در بوئنوس آیرس

بانکو ماکرو (به انگلیسی: Banco Macro) شرکت خدمات مالی و بانکداری آرژانتینی است، که بر پایه میزان دارایی خالص، دومین بانک خصوصی در کشور آرژانتین می‌باشد.
بانکو ماکرو در سال ۱۹۷۶ توسط خورخه هوراسیو بریتو و دو بانکدار آرژانتینی در شهر بوئنوس آیرس تأسیس شد. این بانک هم‌اکنون با دارایی بالغ بر ۹٫۸ میلیارد دلار، به‌عنوان پنجمین بانک بزرگ (خصوصی و دولتی) در کشور آرژانتین شناخته می‌شود.